# 9e étape du Tour de France 2017
Pour un article plus général, voir Tour de France 2017.
La 9e étape du Tour de France 2017 se déroule le dimanche 9 juillet 2017 entre Nantua et Chambéry, sur une distance de 181,5 kilomètres. Elle emprunte sept cols et côtes du Jura, dont trois sont classés en Hors catégorie. Le Colombien Rigoberto Urán (Cannondale-Drapac) s'impose, en devançant au sprint le Français Warren Barguil (Sunweb) et le Britannique Christopher Froome (Sky). Ce dernier conserve le maillot jaune. Douze coureurs quittent le Tour de France à l'issue de cette étape, dont l'un des favoris, Richie Porte (BMC), le deuxième du classement général au départ de l'étape Geraint Thomas (Sky), tous deux victimes de chutes, et le sprinteur Arnaud Démare (FDJ), arrivé hors-délais avec trois équipiers (Konovalovas, Guarnieri et Delage).

## Parcours

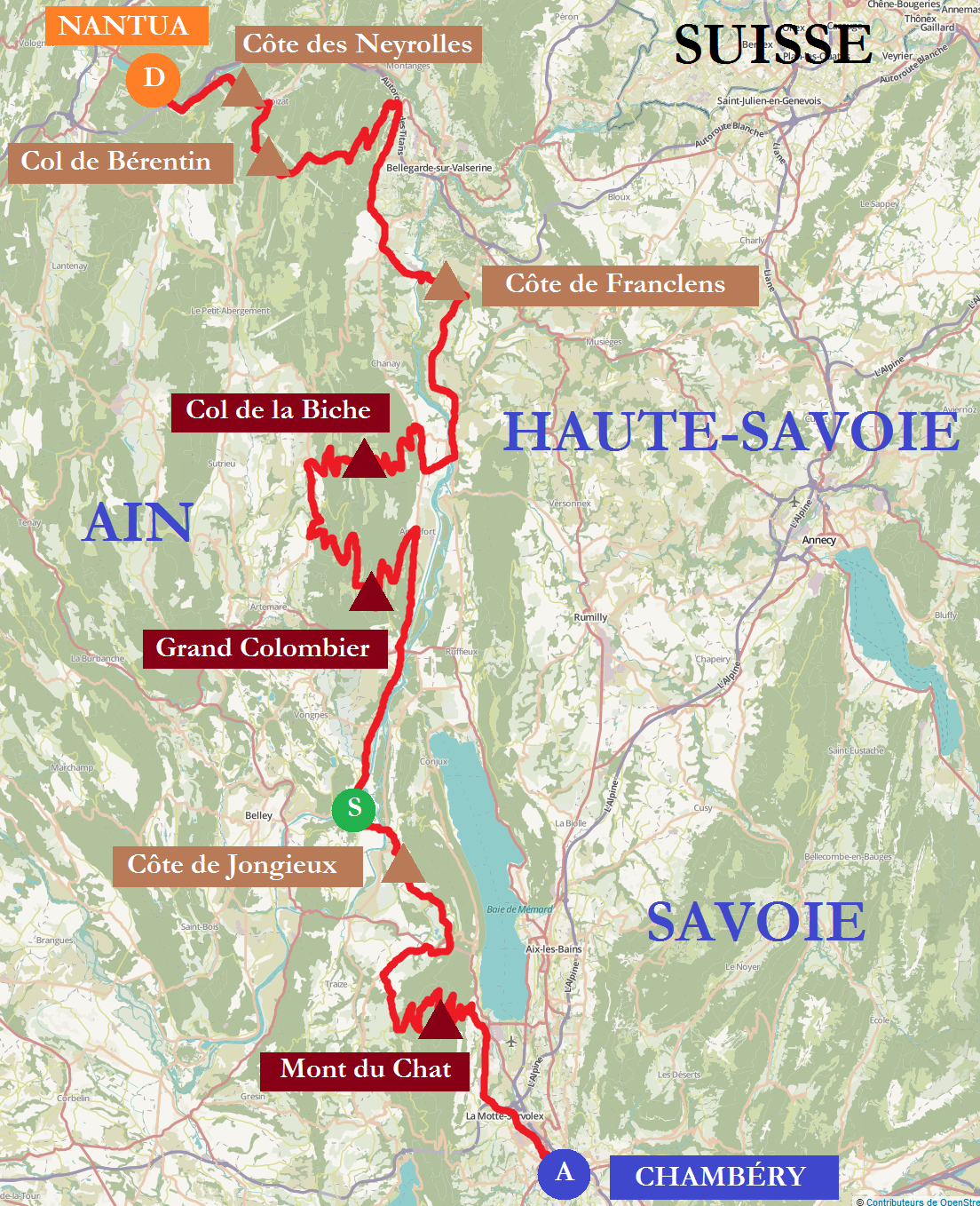
Parcours de la 9e étape dans le Jura.

Le parcours de la 9e étape du Tour de France 2017 entre Nantua dans l'Ain et Chambéry en Savoie est de 181,5 kilomètres. Le tracé suit un axe nord-sud dans le massif du Jura tout en restant proche du Rhône, à l'exception d'un crochet dans le massif du Grand Colombier.
Il s'agit d'une étape de montagne, qui à ce titre comporte de nombreux cols et côtes, dont trois sont classés en Hors catégorie.
Au départ de Nantua, le tracé prend la direction du sud-est en passant par la côte des Neyrolles (2e catégorie) puis le col de Bérentin (3e catégorie). Il franchit une première fois le Rhône au barrage de Génissiat et arrive dans le département de la Haute-Savoie, dans lequel il reste jusqu'à Seyssel après avoir passé la côte de Franclens (3e catégorie).
Le Rhône est de nouveau traversé en aval de Seyssel, le tracé repassant dans le département de l'Ain. Dès lors commence une boucle vers l'ouest, en direction de Brénaz par le golet de la Biche (1 316 m, hors catégorie) puis Virieu-le-Petit, dans le massif du Grand Colombier. De retour vers l’est, le sommet du Grand Colombier (1 501 m, hors catégorie) est ensuite gravi avant de redescendre vers Anglefort, qui marque le retour du tracé sur les rives du Rhône. Celui-ci reprend alors la direction du sud le long du fleuve jusqu'à Culoz puis Massignieu-de-Rives où le 
sprint intermédiaire est prévu.
Le Rhône est traversé pour la troisième et dernière fois au niveau de Lucey, qui marque l’entrée du parcours dans le département de la Savoie. Le tracé longe alors le flanc occidental du mont de la Charvaz puis du mont du Chat en passant par la côte de Jongieux (4e catégorie), puis entame la dernière ascension de l'étape, celle du Relais du Mont du Chat (1 504 m, hors catégorie). À la descente, le parcours arrive sur la rive sud-ouest du lac du Bourget au Bourget-du-Lac. S'ensuivent enfin les 13 derniers kilomètres en plaine vers La Motte-Servolex puis vers Chambéry, ville d'arrivée de l'étape, aux portes des Alpes.

## Résultats

### Classement de l'étape

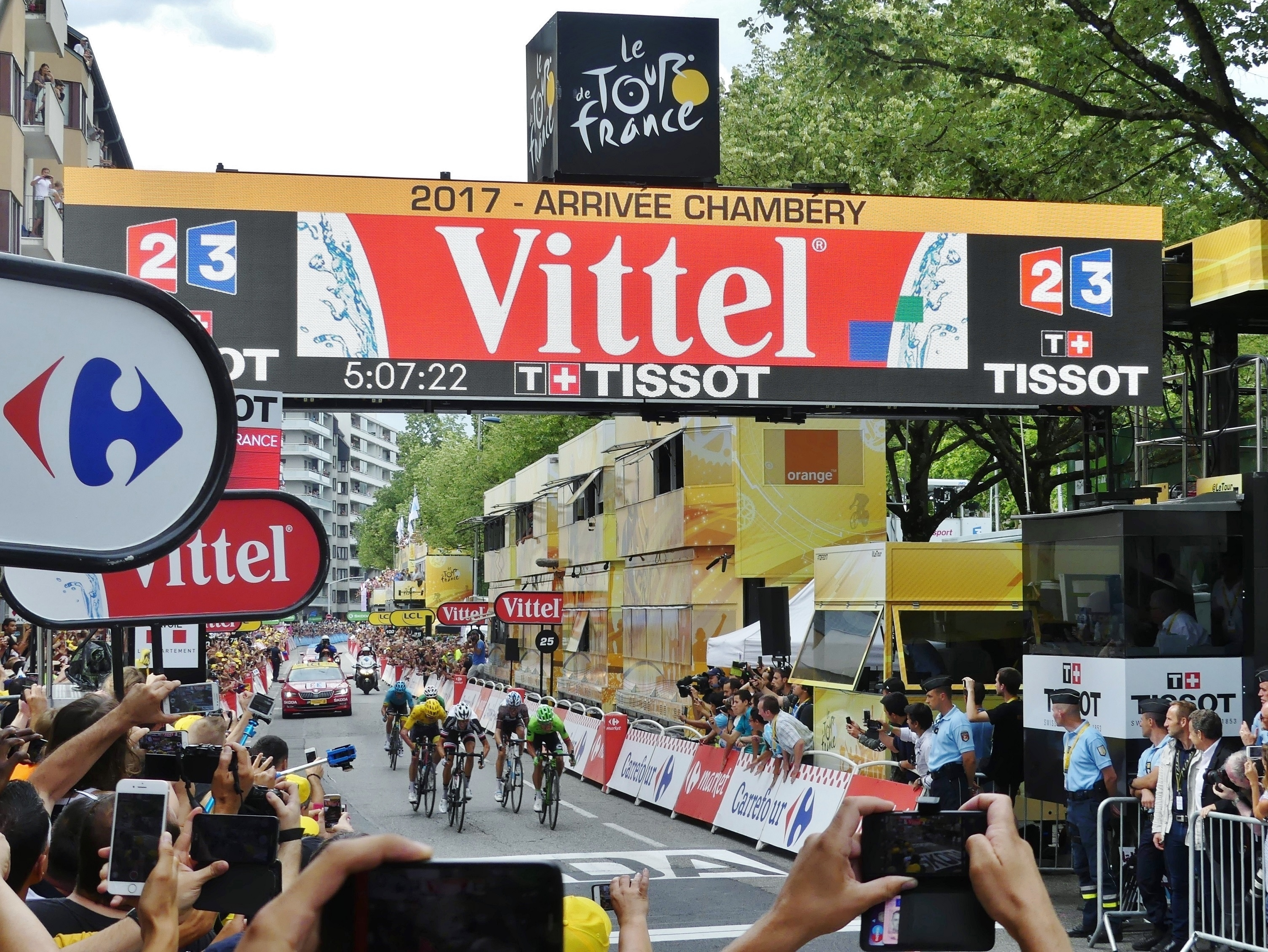
Sprint final des six premiers coureurs sur la ligne d'arrivée à Chambéry.

| \| Classement de l'étape \| Classement de l'étape \| Classement de l'étape \| Classement de l'étape \| Classement de l'étape \| \| Coureur \| Coureur \| Pays \| Équipe \| Temps \| \| --------------------- \| --------------------- \| --------------------- \| --------------------- \| --------------------- \| \| 1er \| Rigoberto Urán \| Colombie \| Cannondale-Drapac \| 5 h 07 min 22 s \| \| 2e \| Warren Barguil \| France \| Team Sunweb \| + 0 s \| \| 3e \| Christopher Froome \| Royaume-Uni \| Team Sky \| + 0 s \| \| 4e \| Romain Bardet \| France \| AG2R La Mondiale \| + 0 s \| \| 5e \| Fabio Aru \| Italie \| Astana \| + 0 s \| \| 6e \| Jakob Fuglsang \| Danemark \| Astana \| + 0 s \| \| 7e \| George Bennett \| Nouvelle-Zélande \| LottoNL-Jumbo \| + 1 min 15 s \| \| 8e \| Mikel Landa \| Espagne \| Team Sky \| + 1 min 15 s \| \| 9e \| Dan Martin \| Irlande \| Quick-Step Floors \| + 1 min 15 s \| \| 10e \| Nairo Quintana \| Colombie \| Movistar Team \| + 1 min 15 s \| |                    |                  |                   |                 |
| |                    |                  |                   |                 |
| Source : ProCyclingStats |                    |                  |                   |                 |
| Classement de l'étape |                    |                  |                   |                 |
| Coureur | Coureur            | Pays             | Équipe            | Temps           |
| 1er | Rigoberto Urán     | Colombie         | Cannondale-Drapac | 5 h 07 min 22 s |
| 2e | Warren Barguil     | France           | Team Sunweb       | + 0 s           |
| 3e | Christopher Froome | Royaume-Uni      | Team Sky          | + 0 s           |
| 4e | Romain Bardet      | France           | AG2R La Mondiale  | + 0 s           |
| 5e | Fabio Aru          | Italie           | Astana            | + 0 s           |
| 6e | Jakob Fuglsang     | Danemark         | Astana            | + 0 s           |
| 7e | George Bennett     | Nouvelle-Zélande | LottoNL-Jumbo     | + 1 min 15 s    |
| 8e | Mikel Landa        | Espagne          | Team Sky          | + 1 min 15 s    |
| 9e | Dan Martin         | Irlande          | Quick-Step Floors | + 1 min 15 s    |
| 10e | Nairo Quintana     | Colombie         | Movistar Team     | + 1 min 15 s    |

### Points attribués
| Sprint intermédiaire - Massignieu-de-Rives (km 126,5) | Sprint intermédiaire - Massignieu-de-Rives (km 126,5) | Sprint intermédiaire - Massignieu-de-Rives (km 126,5) | Sprint intermédiaire - Massignieu-de-Rives (km 126,5) | Sprint intermédiaire - Massignieu-de-Rives (km 126,5) |
| ----------------------------------------------------- | ----------------------------------------------------- | ----------------------------------------------------- | ----------------------------------------------------- | ----------------------------------------------------- |
|                                                       | Coureur                                               | Pays                                                  | Équipe                                                | Point(s)                                              |
| 1er                                                   | Michael Matthews                                      | Australie                                             | Sunweb                                                | 20                                                    |
| 2e                                                    | Jan Bakelants                                         | Belgique                                              | AG2R La Mondiale                                      | 17                                                    |
| 3e                                                    | Tony Gallopin                                         | France                                                | Lotto-Soudal                                          | 15                                                    |
| 4e                                                    | Simon Geschke                                         | Allemagne                                             | Sunweb                                                | 13                                                    |
| 5e                                                    | Tiesj Benoot                                          | Belgique                                              | Lotto-Soudal                                          | 11                                                    |
| 6e                                                    | Primož Roglič                                         | Slovénie                                              | Lotto NL-Jumbo                                        | 10                                                    |
| 7e                                                    | Bauke Mollema                                         | Pays-Bas                                              | Trek-Segafredo                                        | 9                                                     |
| 8e                                                    | Warren Barguil                                        | France                                                | Sunweb                                                | 8                                                     |
| 9e                                                    | Daniel Navarro                                        | Espagne                                               | Cofidis                                               | 7                                                     |
| 10e                                                   | Jarlinson Pantano                                     | Colombie                                              | Trek-Segafredo                                        | 6                                                     |
| 11e                                                   | Alexis Vuillermoz                                     | France                                                | AG2R La Mondiale                                      | 5                                                     |
| 12e                                                   | Carlos Betancur                                       | Colombie                                              | Movistar                                              | 4                                                     |
| 13e                                                   | Michał Kwiatkowski                                    | Pologne                                               | Sky                                                   | 3                                                     |
| 14e                                                   | Sergio Henao                                          | Colombie                                              | Sky                                                   | 2                                                     |
| 15e                                                   | Mikel Landa                                           | Espagne                                               | Sky                                                   | 1                                                     |
| modifier                                              |                                                       |                                                       |                                                       |                                                       |

| Arrivée d'étape - Chambéry (km 181,5) | Arrivée d'étape - Chambéry (km 181,5) | Arrivée d'étape - Chambéry (km 181,5) | Arrivée d'étape - Chambéry (km 181,5) | Arrivée d'étape - Chambéry (km 181,5) |
| ------------------------------------- | ------------------------------------- | ------------------------------------- | ------------------------------------- | ------------------------------------- |
|                                       | Coureur                               | Pays                                  | Équipe                                | Point(s)                              |
| 1er                                   | Rigoberto Urán                        | Colombie                              | Cannondale-Drapac                     | 20                                    |
| 2e                                    | Warren Barguil                        | France                                | Sunweb                                | 17                                    |
| 3e                                    | Christopher Froome                    | Royaume-Uni                           | Sky                                   | 15                                    |
| 4e                                    | Romain Bardet                         | France                                | AG2R La Mondiale                      | 13                                    |
| 5e                                    | Fabio Aru                             | Italie                                | Astana                                | 11                                    |
| 6e                                    | Jakob Fuglsang                        | Danemark                              | Astana                                | 10                                    |
| 7e                                    | George Bennett                        | Nouvelle-Zélande                      | Lotto NL-Jumbo                        | 9                                     |
| 8e                                    | Mikel Landa                           | Espagne                               | Sky                                   | 8                                     |
| 9e                                    | Daniel Martin                         | Irlande                               | Quick-Step Floors                     | 7                                     |
| 10e                                   | Nairo Quintana                        | Colombie                              | Movistar                              | 6                                     |
| 11e                                   | Simon Yates                           | Royaume-Uni                           | Orica-Scott                           | 5                                     |
| 12e                                   | Tiesj Benoot                          | Belgique                              | Lotto-Soudal                          | 4                                     |
| 13e                                   | Mikel Nieve                           | Espagne                               | Sky                                   | 3                                     |
| 14e                                   | Louis Meintjes                        | Afrique du Sud                        | UAE Emirates                          | 2                                     |
| 15e                                   | Pierre Latour                         | France                                | AG2R La Mondiale                      | 1                                     |
| modifier                              |                                       |                                       |                                       |                                       |

|   | Coureur            | Pays        | Équipe            | Secondes |
| - | ------------------ | ----------- | ----------------- | -------- |
| 1 | Rigoberto Urán     | Colombie    | Cannondale-Drapac | 10 s     |
| 2 | Warren Barguil     | France      | Sunweb            | 6 s      |
| 3 | Christopher Froome | Royaume-Uni | Sky               | 4 s      |

### Cols et côtes
| Côte des Neyrolles (km 3,5) 2e catégorie (3,2 km à 7,2%) | Côte des Neyrolles (km 3,5) 2e catégorie (3,2 km à 7,2%) | Côte des Neyrolles (km 3,5) 2e catégorie (3,2 km à 7,2%) | Côte des Neyrolles (km 3,5) 2e catégorie (3,2 km à 7,2%) | Côte des Neyrolles (km 3,5) 2e catégorie (3,2 km à 7,2%) |
| -------------------------------------------------------- | -------------------------------------------------------- | -------------------------------------------------------- | -------------------------------------------------------- | -------------------------------------------------------- |
|                                                          | Coureur                                                  | Pays                                                     | Équipe                                                   | Point(s)                                                 |
| 1er                                                      | Thibaut Pinot                                            | France                                                   | FDJ                                                      | 5                                                        |
| 2e                                                       | Tim Wellens                                              | Belgique                                                 | Lotto-Soudal                                             | 3                                                        |
| 3e                                                       | Bauke Mollema                                            | Pays-Bas                                                 | Trek-Segafredo                                           | 2                                                        |
| 4e                                                       | Warren Barguil                                           | France                                                   | Sunweb                                                   | 1                                                        |
| modifier                                                 |                                                          |                                                          |                                                          |                                                          |

| Col de Bérentin (km 11) 3e catégorie (4,1 km à 6,1%) | Col de Bérentin (km 11) 3e catégorie (4,1 km à 6,1%) | Col de Bérentin (km 11) 3e catégorie (4,1 km à 6,1%) | Col de Bérentin (km 11) 3e catégorie (4,1 km à 6,1%) | Col de Bérentin (km 11) 3e catégorie (4,1 km à 6,1%) |
| ---------------------------------------------------- | ---------------------------------------------------- | ---------------------------------------------------- | ---------------------------------------------------- | ---------------------------------------------------- |
|                                                      | Coureur                                              | Pays                                                 | Équipe                                               | Point(s)                                             |
| 1er                                                  | Thibaut Pinot                                        | France                                               | FDJ                                                  | 2                                                    |
| 2e                                                   | Thomas De Gendt                                      | Belgique                                             | Lotto-Soudal                                         | 1                                                    |
| modifier                                             |                                                      |                                                      |                                                      |                                                      |

| Côte de Franclens (km 38) 3e catégorie (2,4 km à 6,0%) | Côte de Franclens (km 38) 3e catégorie (2,4 km à 6,0%) | Côte de Franclens (km 38) 3e catégorie (2,4 km à 6,0%) | Côte de Franclens (km 38) 3e catégorie (2,4 km à 6,0%) | Côte de Franclens (km 38) 3e catégorie (2,4 km à 6,0%) |
| ------------------------------------------------------ | ------------------------------------------------------ | ------------------------------------------------------ | ------------------------------------------------------ | ------------------------------------------------------ |
|                                                        | Coureur                                                | Pays                                                   | Équipe                                                 | Point(s)                                               |
| 1er                                                    | Thomas De Gendt                                        | Belgique                                               | Lotto-Soudal                                           | 2                                                      |
| 2e                                                     | Alexey Lutsenko                                        | Kazakhstan                                             | Astana                                                 | 1                                                      |
| modifier                                               |                                                        |                                                        |                                                        |                                                        |

| Col de la Biche - Croix de Famban (km 67,5) Hors catégorie (10,5 km à 9,0%) | Col de la Biche - Croix de Famban (km 67,5) Hors catégorie (10,5 km à 9,0%) | Col de la Biche - Croix de Famban (km 67,5) Hors catégorie (10,5 km à 9,0%) | Col de la Biche - Croix de Famban (km 67,5) Hors catégorie (10,5 km à 9,0%) | Col de la Biche - Croix de Famban (km 67,5) Hors catégorie (10,5 km à 9,0%) |
| --------------------------------------------------------------------------- | --------------------------------------------------------------------------- | --------------------------------------------------------------------------- | --------------------------------------------------------------------------- | --------------------------------------------------------------------------- |
|                                                                             | Coureur                                                                     | Pays                                                                        | Équipe                                                                      | Point(s)                                                                    |
| 1er                                                                         | Primož Roglič                                                               | Slovénie                                                                    | Lotto NL-Jumbo                                                              | 20                                                                          |
| 2e                                                                          | Alexis Vuillermoz                                                           | France                                                                      | AG2R La Mondiale                                                            | 15                                                                          |
| 3e                                                                          | Warren Barguil                                                              | France                                                                      | Sunweb                                                                      | 12                                                                          |
| 4e                                                                          | Thibaut Pinot                                                               | France                                                                      | FDJ                                                                         | 10                                                                          |
| 5e                                                                          | Bauke Mollema                                                               | Pays-Bas                                                                    | Trek-Segafredo                                                              | 8                                                                           |
| 6e                                                                          | Brice Feillu                                                                | France                                                                      | Fortuneo-Oscaro                                                             | 6                                                                           |
| 7e                                                                          | Jan Bakelants                                                               | Belgique                                                                    | AG2R La Mondiale                                                            | 4                                                                           |
| 8e                                                                          | Jesús Herrada                                                               | Espagne                                                                     | Movistar                                                                    | 2                                                                           |
| modifier                                                                    |                                                                             |                                                                             |                                                                             |                                                                             |

| Grand Colombier (km 91) Hors catégorie (8,5 km à 9,9%) | Grand Colombier (km 91) Hors catégorie (8,5 km à 9,9%) | Grand Colombier (km 91) Hors catégorie (8,5 km à 9,9%) | Grand Colombier (km 91) Hors catégorie (8,5 km à 9,9%) | Grand Colombier (km 91) Hors catégorie (8,5 km à 9,9%) |
| ------------------------------------------------------ | ------------------------------------------------------ | ------------------------------------------------------ | ------------------------------------------------------ | ------------------------------------------------------ |
|                                                        | Coureur                                                | Pays                                                   | Équipe                                                 | Point(s)                                               |
| 1er                                                    | Warren Barguil                                         | France                                                 | Sunweb                                                 | 20                                                     |
| 2e                                                     | Tiesj Benoot                                           | Belgique                                               | Lotto-Soudal                                           | 15                                                     |
| 3e                                                     | Alexis Vuillermoz                                      | France                                                 | AG2R La Mondiale                                       | 12                                                     |
| 4e                                                     | Primož Roglič                                          | Slovénie                                               | Lotto NL-Jumbo                                         | 10                                                     |
| 5e                                                     | Bauke Mollema                                          | Pays-Bas                                               | Trek-Segafredo                                         | 8                                                      |
| 6e                                                     | Jarlinson Pantano                                      | Colombie                                               | Trek-Segafredo                                         | 6                                                      |
| 7e                                                     | Daniel Navarro                                         | Espagne                                                | Cofidis                                                | 4                                                      |
| 8e                                                     | Michael Matthews                                       | Australie                                              | Sunweb                                                 | 2                                                      |
| modifier                                               |                                                        |                                                        |                                                        |                                                        |

| Côte de Jongieux (km 134) 4e catégorie (3,9 km à 4,2%) | Côte de Jongieux (km 134) 4e catégorie (3,9 km à 4,2%) | Côte de Jongieux (km 134) 4e catégorie (3,9 km à 4,2%) | Côte de Jongieux (km 134) 4e catégorie (3,9 km à 4,2%) | Côte de Jongieux (km 134) 4e catégorie (3,9 km à 4,2%) |
| ------------------------------------------------------ | ------------------------------------------------------ | ------------------------------------------------------ | ------------------------------------------------------ | ------------------------------------------------------ |
|                                                        | Coureur                                                | Pays                                                   | Équipe                                                 | Point(s)                                               |
| 1er                                                    | Jan Bakelants                                          | Belgique                                               | AG2R La Mondiale                                       | 1                                                      |
| modifier                                               |                                                        |                                                        |                                                        |                                                        |

| \| Relais du Mont du Chat (km 155,5) Hors catégorie (8,7 km à 10,3%) \| Relais du Mont du Chat (km 155,5) Hors catégorie (8,7 km à 10,3%) \| Relais du Mont du Chat (km 155,5) Hors catégorie (8,7 km à 10,3%) \| Relais du Mont du Chat (km 155,5) Hors catégorie (8,7 km à 10,3%) \| Relais du Mont du Chat (km 155,5) Hors catégorie (8,7 km à 10,3%) \| \| ----------------------------------------------------------------- \| ----------------------------------------------------------------- \| ----------------------------------------------------------------- \| ----------------------------------------------------------------- \| ----------------------------------------------------------------- \| \| \| Coureur \| Pays \| Équipe \| Point(s) \| \| 1er \| Warren Barguil \| France \| Sunweb \| 20 \| \| 2e \| Daniel Martin \| Irlande \| Quick-Step Floors \| 15 \| \| 3e \| Jakob Fuglsang \| Danemark \| Astana \| 12 \| \| 4e \| Christopher Froome \| Royaume-Uni \| Sky \| 10 \| \| 5e \| Richie Porte \| Australie \| BMC Racing \| 8 \| \| 6e \| Romain Bardet \| France \| AG2R La Mondiale \| 6 \| \| 7e \| Fabio Aru \| Italie \| Astana \| 4 \| \| 8e \| Rigoberto Urán \| Colombie \| Cannondale-Drapac \| 2 \| \| modifier \| \| \| \| \| |                    |             |                   |          |
| Relais du Mont du Chat (km 155,5) Hors catégorie (8,7 km à 10,3%) |                    |             |                   |          |
| | Coureur            | Pays        | Équipe            | Point(s) |
| 1er | Warren Barguil     | France      | Sunweb            | 20       |
| 2e | Daniel Martin      | Irlande     | Quick-Step Floors | 15       |
| 3e | Jakob Fuglsang     | Danemark    | Astana            | 12       |
| 4e | Christopher Froome | Royaume-Uni | Sky               | 10       |
| 5e | Richie Porte       | Australie   | BMC Racing        | 8        |
| 6e | Romain Bardet      | France      | AG2R La Mondiale  | 6        |
| 7e | Fabio Aru          | Italie      | Astana            | 4        |
| 8e | Rigoberto Urán     | Colombie    | Cannondale-Drapac | 2        |
| modifier |                    |             |                   |          |

## Classements à l'issue de l'étape

### Classement général
| \| Classement général \| Classement général \| Classement général \| Classement général \| Classement général \| \| Coureur \| Coureur \| Pays \| Équipe \| Temps \| \| ------------------ \| ------------------ \| ------------------ \| ------------------ \| ------------------ \| \| 1er \| Christopher Froome \| Royaume-Uni \| Team Sky \| 38 h 26 min 32 s \| \| 2e \| Fabio Aru \| Italie \| Astana \| + 18 s \| \| 3e \| Romain Bardet \| France \| AG2R La Mondiale \| + 51 s \| \| 4e \| Rigoberto Urán \| Colombie \| Cannondale-Drapac \| + 55 s \| \| 5e \| Jakob Fuglsang \| Danemark \| Astana \| + 1 min 37 s \| \| 6e \| Dan Martin \| Irlande \| Quick-Step Floors \| + 1 min 44 s \| \| 7e \| Simon Yates \| Royaume-Uni \| Orica-Scott \| + 2 min 02 s \| \| 8e \| Nairo Quintana \| Colombie \| Movistar Team \| + 2 min 13 s \| \| 9e \| Mikel Landa \| Espagne \| Team Sky \| + 3 min 06 s \| \| 10e \| George Bennett \| Nouvelle-Zélande \| LottoNL-Jumbo \| + 3 min 53 s \| |                    |                  |                   |                  |
| |                    |                  |                   |                  |
| Source : ProCyclingStats |                    |                  |                   |                  |
| Classement général |                    |                  |                   |                  |
| Coureur | Coureur            | Pays             | Équipe            | Temps            |
| 1er | Christopher Froome | Royaume-Uni      | Team Sky          | 38 h 26 min 32 s |
| 2e | Fabio Aru          | Italie           | Astana            | + 18 s           |
| 3e | Romain Bardet      | France           | AG2R La Mondiale  | + 51 s           |
| 4e | Rigoberto Urán     | Colombie         | Cannondale-Drapac | + 55 s           |
| 5e | Jakob Fuglsang     | Danemark         | Astana            | + 1 min 37 s     |
| 6e | Dan Martin         | Irlande          | Quick-Step Floors | + 1 min 44 s     |
| 7e | Simon Yates        | Royaume-Uni      | Orica-Scott       | + 2 min 02 s     |
| 8e | Nairo Quintana     | Colombie         | Movistar Team     | + 2 min 13 s     |
| 9e | Mikel Landa        | Espagne          | Team Sky          | + 3 min 06 s     |
| 10e | George Bennett     | Nouvelle-Zélande | LottoNL-Jumbo     | + 3 min 53 s     |

### Classement par points

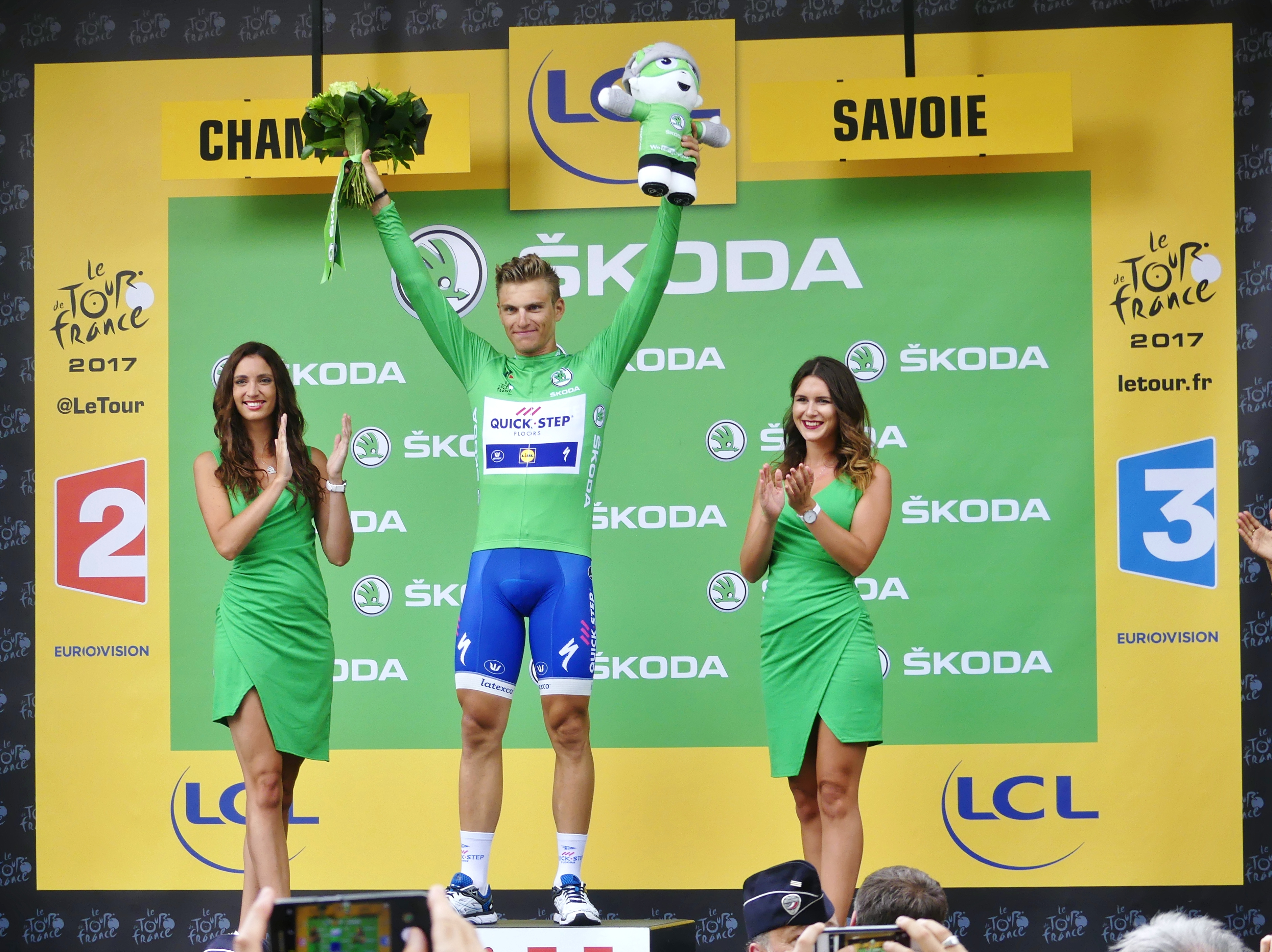
Marcel Kittel conserve le maillot vert.

| Classement par points | Classement par points | Classement par points | Classement par points      | Classement par points |
| Coureur               | Coureur               | Pays                  | Équipe                     | Points                |
| --------------------- | --------------------- | --------------------- | -------------------------- | --------------------- |
| 1er                   | Marcel Kittel         | Allemagne             | Quick-Step Floors          | 212 pts               |
| 2e                    | Michael Matthews      | Australie             | Team Sunweb                | 160 pts               |
| 3e                    | André Greipel         | Allemagne             | Lotto-Soudal               | 130 pts               |
| 4e                    | Alexander Kristoff    | Norvège               | Katusha-Alpecin            | 113 pts               |
| 5e                    | Sonny Colbrelli       | Italie                | Bahrain-Merida             | 73 pts                |
| 6e                    | Edvald Boasson Hagen  | Norvège               | Dimension Data             | 66 pts                |
| 7e                    | Dan Martin            | Irlande               | Quick-Step Floors          | 58 pts                |
| 8e                    | Fabio Aru             | Italie                | Astana                     | 56 pts                |
| 9e                    | Christopher Froome    | Royaume-Uni           | Team Sky                   | 56 pts                |
| 10e                   | Nacer Bouhanni        | France                | Cofidis, Solutions Crédits | 54 pts                |

### Classement du meilleur jeune

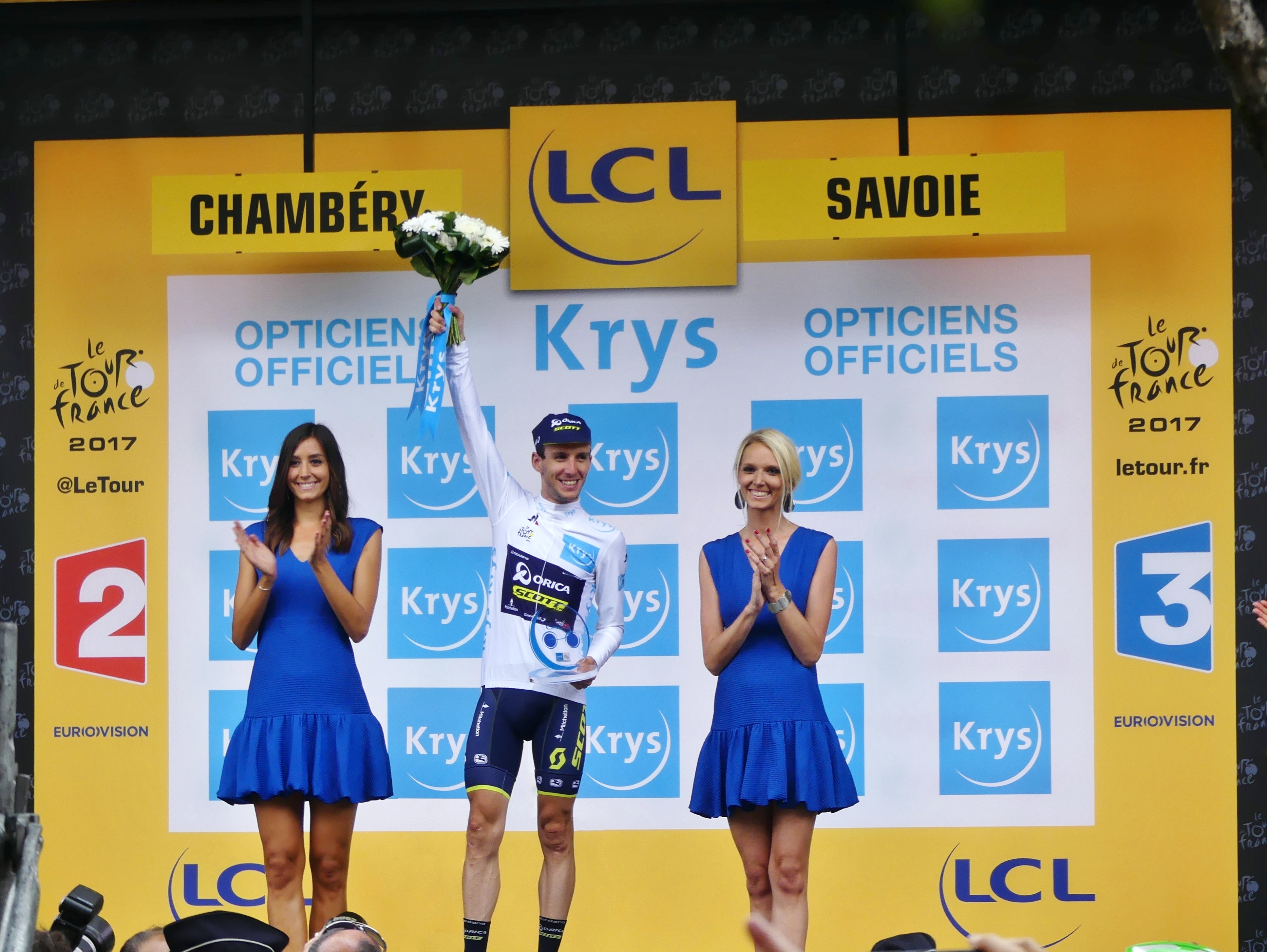
Simon Yates, meilleur jeune.

| Classement général du meilleur jeune | Classement général du meilleur jeune | Classement général du meilleur jeune | Classement général du meilleur jeune | Classement général du meilleur jeune |
|                                      | Coureur                              | Pays                                 | Équipe                               | Temps                                |
| ------------------------------------ | ------------------------------------ | ------------------------------------ | ------------------------------------ | ------------------------------------ |
| 1er                                  | Simon Yates                          | Royaume-Uni                          | Orica-Scott                          | en 38 h 28 min 30 s                  |
| 2e                                   | Louis Meintjes                       | Afrique du Sud                       | UAE                                  | + 2 min 58 s                         |
| 3e                                   | Pierre Latour                        | France                               | AG2R La Mondiale                     | + 3 min 28 s                         |
| 4e                                   | Emanuel Buchmann                     | Allemagne                            | Bora-Hansgrohe                       | + 6 min 44 s                         |
| 5e                                   | Guillaume Martin                     | France                               | Wanty-Groupe Gobert                  | + 13 min 21 s                        |
| 6e                                   | Tiesj Benoot                         | Belgique                             | Lotto-Soudal                         | + 16 min 42 s                        |
| 7e                                   | Lilian Calmejane                     | France                               | Direct Énergie                       | + 32 min 49 s                        |
| 8e                                   | Michael Valgren                      | Danemark                             | Astana                               | + 41 min 53 s                        |
| 9e                                   | Alexey Lutsenko                      | Kazakhstan                           | Astana                               | + 47 min 42 s                        |
| 10e                                  | Jay McCarthy                         | Australie                            | Bora-Hansgrohe                       | + 52 min 17 s                        |
| modifier                             |                                      |                                      |                                      |                                      |

### Classement du meilleur grimpeur

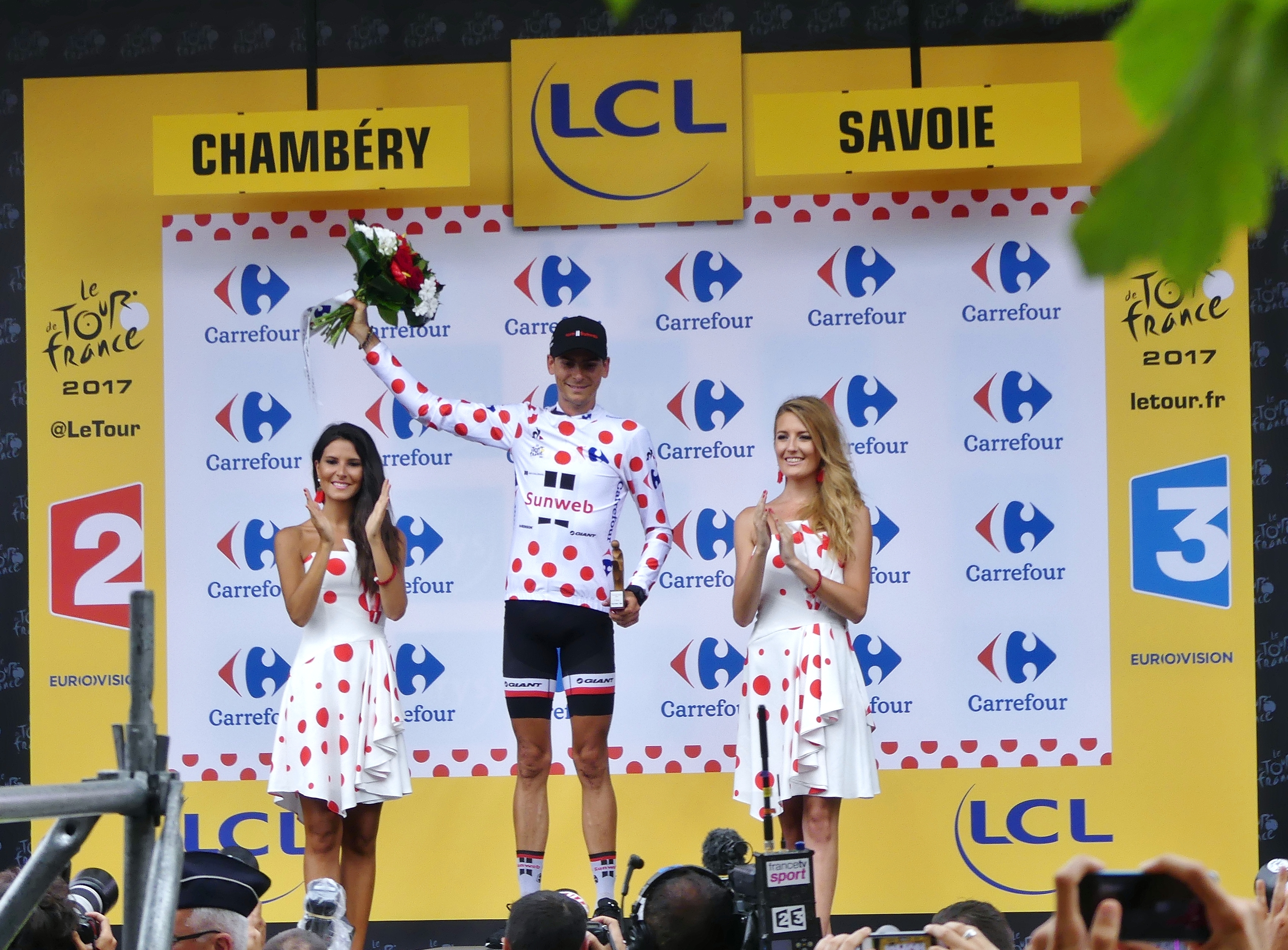
Warren Barguil avec le maillot à pois du meilleur grimpeur.

| Classement du meilleur grimpeur | Classement du meilleur grimpeur | Classement du meilleur grimpeur | Classement du meilleur grimpeur | Classement du meilleur grimpeur |
| ------------------------------- | ------------------------------- | ------------------------------- | ------------------------------- | ------------------------------- |
|                                 | Coureur                         | Pays                            | Équipe                          | Point(s)                        |
| 1er                             | Warren Barguil                  | France                          | Sunweb                          | 60 points                       |
| 2e                              | Primož Roglič                   | Slovénie                        | Lotto NL-Jumbo                  | 30 pts                          |
| 3e                              | Alexis Vuillermoz               | France                          | AG2R La Mondiale                | 27 pts                          |
| 4e                              | Daniel Martin                   | Irlande                         | Quick-Step Floors               | 23 pts                          |
| 5e                              | Bauke Mollema                   | Pays-Bas                        | Trek-Segafredo                  | 18 pts                          |
| 6e                              | Thibaut Pinot                   | France                          | FDJ                             | 17 pts                          |
| 7e                              | Christopher Froome              | Royaume-Uni                     | Sky                             | 16 pts                          |
| 8e                              | Tiesj Benoot                    | Belgique                        | Lotto-Soudal                    | 15 pts                          |
| 9e                              | Fabio Aru                       | Italie                          | Astana                          | 14 pts                          |
| 10e                             | Jakob Fuglsang                  | Danemark                        | Astana                          | 12 pts                          |
| modifier                        |                                 |                                 |                                 |                                 |

### Classement par équipes
| Classement par équipes | Classement par équipes | Classement par équipes | Classement par équipes |
| Équipe                 | Équipe                 | Pays                   | Temps                  |
| ---------------------- | ---------------------- | ---------------------- | ---------------------- |
| 1re                    | Sky                    | Royaume-Uni            | 115 h 25 min 25 s      |
| 2e                     | AG2R La Mondiale       | France                 | + 7 min 12 s           |
| 3e                     | Astana                 | Kazakhstan             | + 26 min 17 s          |
| 4e                     | Trek-Segafredo         | États-Unis             | + 27 min 26 s          |
| 5e                     | Movistar Team          | Espagne                | + 38 min 14 s          |
| 6e                     | Cannondale-Drapac      | États-Unis             | + 42 min 13 s          |
| 7e                     | Orica-Scott            | Australie              | + 45 min 57 s          |
| 8e                     | BMC Racing Team        | États-Unis             | + 51 min 39 s          |
| 9e                     | Lotto NL-Jumbo         | Pays-Bas               | + 1 h 05 min 31 s      |
| 10e                    | Fortuneo-Oscaro        | France                 | + 1 h 07 min 25 s      |

### Écarts entre les favoris
| Classement des favoris | Classement des favoris | Classement des favoris | Classement des favoris | Classement des favoris |
|                        | Coureur                | Pays                   | Équipe                 | Temps                  |
| ---------------------- | ---------------------- | ---------------------- | ---------------------- | ---------------------- |
| 1er                    | Christopher Froome     | Royaume-Uni            | Sky                    | en 38 h 26 min 28 s    |
| 2e                     | Fabio Aru              | Italie                 | Astana                 | + 18 s                 |
| 3e                     | Romain Bardet          | France                 | AG2R La Mondiale       | + 51 s                 |
| 4e                     | Jakob Fuglsang         | Danemark               | Astana                 | + 1 min 37 s           |
| 5e                     | Daniel Martin          | Irlande                | Quick-Step Floors      | + 1 min 44 s           |
| 6e                     | Simon Yates            | Royaume-Uni            | Orica-Scott            | + 2 min 2 s            |
| 7e                     | Nairo Quintana         | Colombie               | Movistar               | + 2 min 13 s           |
| 8e                     | Louis Meintjes         | Afrique du Sud         | UAE Emirates           | + 5 min 0 s            |
| 9e                     | Alberto Contador       | Espagne                | Trek-Segafredo         | + 5 min 15 s           |
| 10e                    | Esteban Chaves         | Colombie               | Orica-Scott            | + 32 min 3 s           |
| modifier               |                        |                        |                        |                        |

## Abandons
- 9 -  Geraint Thomas (Sky) : Abandon
- 41 -  Richie Porte (BMC Racing) : Abandon
- 67 -  Manuele Mori (UAE Emirates) : Abandon
- 71 -  Arnaud Démare (FDJ) : Hors délais
- 73 -  Mickaël Delage (FDJ) : Hors délais
- 74 -  Jacopo Guarnieri (FDJ) : Hors délais
- 75 -  Ignatas Konovalovas (FDJ) : Hors délais
- 97 -  Mark Renshaw (Dimension Data) : Hors délais
- 108 -  Matteo Trentin (Quick-Step Floors) : Hors délais
- 118 -  Juraj Sagan (Bora-Hansgrohe) : Hors délais
- 161 -  Robert Gesink (Lotto NL-Jumbo) : Abandon
- 168 -  Jos van Emden (Lotto NL-Jumbo) : Hors délais